# Isabelle Attard

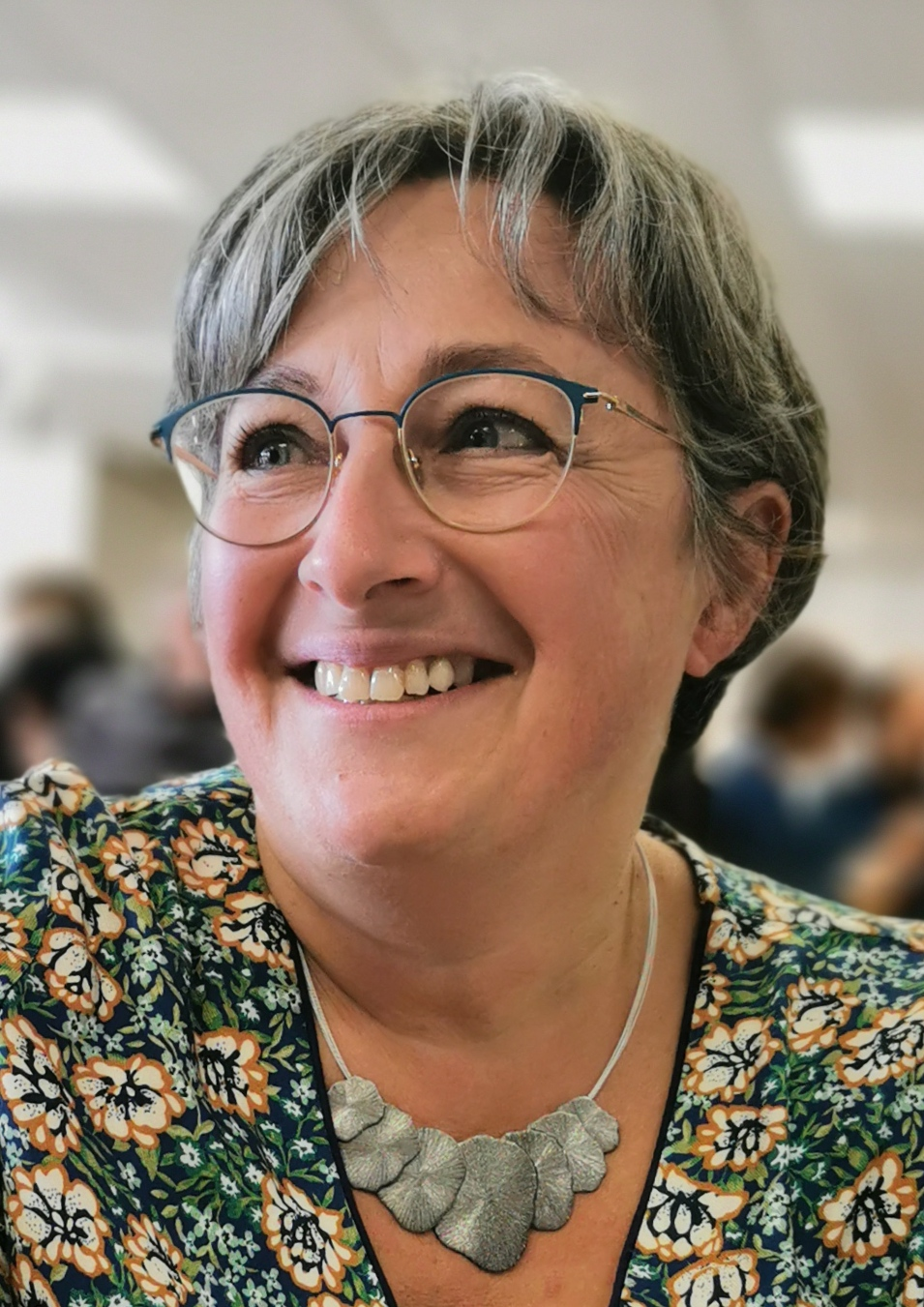
Isabelle Attard (2022)

Isabelle Attard (* 14. November 1969 in Vendôme) ist eine französische Politikerin. Sie ist seit 2012 Abgeordnete der Nationalversammlung.
Nach ihrem Schulabschluss arbeitete Attard für die Zeitung La République du Centre in Orléans, während sie ein Geschichtsstudium absolvierte. Danach lebte sie in Schweden und studierte an der Universität Umeå nordische Archäologie. In Paris arbeitete sie im Muséum national d’histoire naturelle und erwarb 2000 zudem ein DEA in Umweltarchäologie. Sie begann als Archäologin zu arbeiten und trat 2001 der Partei Les Verts bei. 2005 wurde sie Leiterin des Museums, in dem der Teppich von Bayeux ausgestellt wird. Im Jahr 2010 erwarb sie einen Doktortitel für Umweltarchäologie/Archäozoologie. Bei den Parlamentswahlen 2012 trat sie im fünften Wahlkreis des Départements Calvados für die neugegründete Partei EELV an und wurde in die Nationalversammlung gewählt.
Isabelle Attard gehörte zu den EELV-Politikerinnen, die im Mai 2016 ihren ehemaligen Parteifreund Denis Baupin öffentlich sexueller Belästigungen und Aggression beschuldigten, was einen politischen Skandal auslöste; im Juni 2016 erstatteten Attard und zwei weitere der Frauen Strafanzeige gegen Baupin.